# Oorlogshond

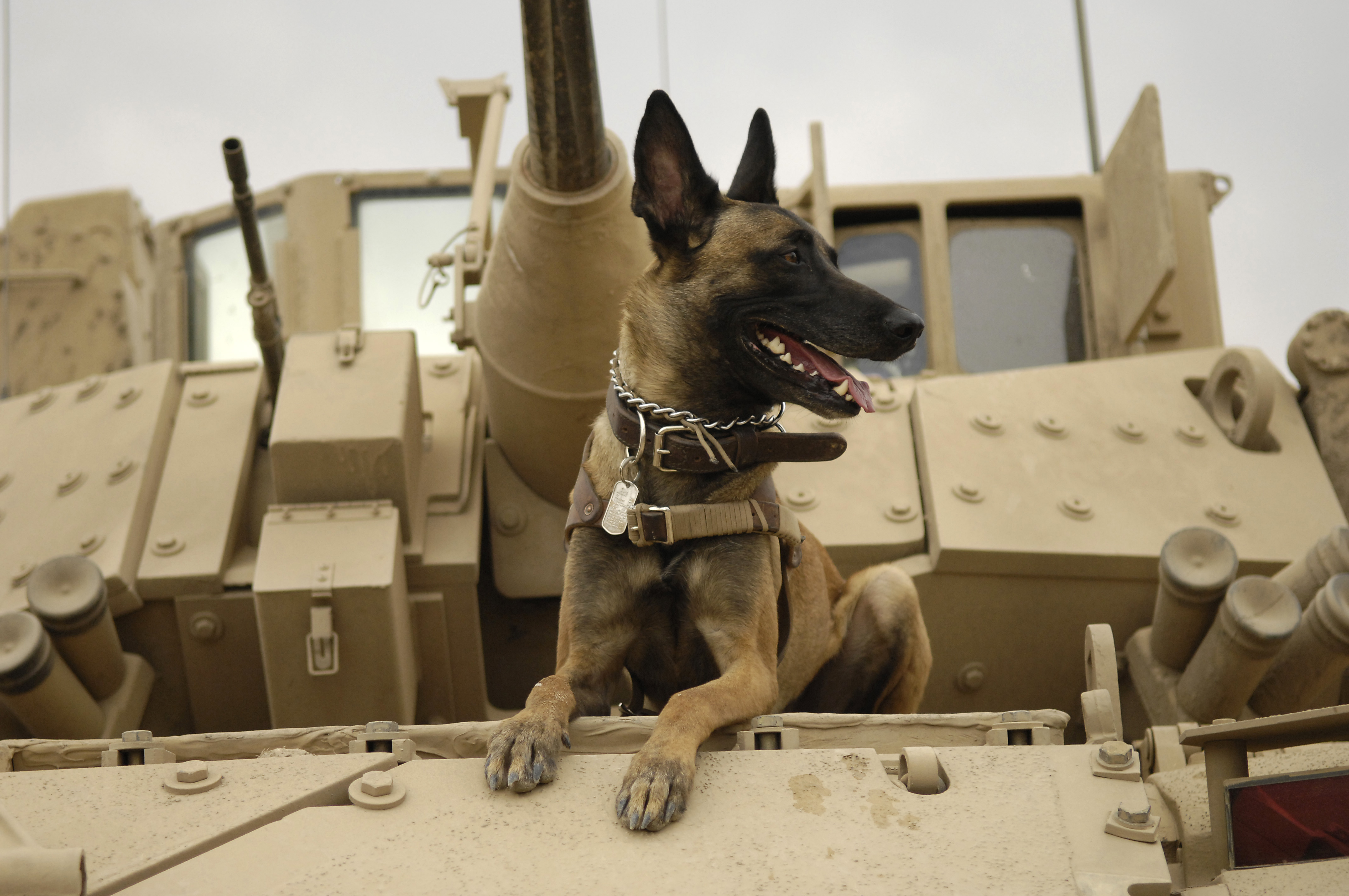
De Mechelse herder Jackson diende in de US Air Force. Hij staat hier op een M2A3 Bradley tijdens de oorlog in Irak (2007)

Een oorlogshond is een hond die wordt ingezet in een militaire context.
De inzet van oorlogshonden kent een lange geschiedenis die meer dan 2000 jaar teruggaat. 
Legers van verschillende landen kiezen hun eigen soort hond. De Romeinen kozen hiervoor bijvoorbeeld de mastiff, de Ieren de Ierse wolfshond en tegenwoordig verschillende soorten rassen.
Oorlogshonden worden ingezet in een veelheid van rollen, onder meer als vechthond, waakhond, trekhond, speurhond en bij het uitwisselen van berichten. In vroeger tijden werden deze honden getraind om de vijand aan te vallen en zodanig te bijten dat menselijke botten verpulveren. 
In de Tweede Wereldoorlog werden oorlogshonden zelfs ingezet als anti-tankhond. 
Het gebruik van honden in oorlogen is onder invloed van de technologische ontwikkeling, de manier van oorlogsvoering en veranderingen in ideeën over dierenwelzijn de laatste eeuw sterk veranderd en honden hebben nu meer een ondersteunende dan een aanvallende functie. Toch worden oorlogshonden nog tot in de huidige tijd gebruikt, bijvoorbeeld in de recente oorlogen in Irak en Afghanistan, waar zij veelal als speurhond werden ingezet. De Israëlische strijdkrachten maken gebruik van rottweilers, beladen met explosieven en sinds de jaren 90 van oorlogshonden die onder meer worden ingezet tegen Palestijnse burgers in de bezette Palestijnse gebieden. Hoewel Europese exportvergunningen worden geweigerd voor goederen die ingezet worden bij schending van mensenrechten worden veel van deze honden in Nederland gefokt en getraind en vervolgens aan Israël geleverd..